# Ždírec, Česká Lípa
Ždírec là một làng thuộc huyện Česká Lípa, vùng Liberecký, Cộng hòa Séc.